# Programa de les Nacions Unides per al Desenvolupament
El Programa de les Nacions Unides per al Desenvolupament (PNUD) (anglès: United Nations Development Programme, francès: Programme des Nations unies pour le développement) és un projecte de l'ONU, iniciat el dia 1 de gener de 1966, i que té per objectiu millorar la qualitat de vida dels països més desafavorits del món. Amb aquest propòsit, el programa promou l'intercanvi de coneixements, experiències i recursos necessaris entre els 166 estats que actualment hi estan adherits. Té la seu central a la ciutat de Nova York, si bé té delegacions arreu del món. El seu secretari general ocupa el tercer lloc en importància en l'organigrama jeràrquic de l'ONU.

## Objectius i reptes del PNUD
En la Cimera del Mil·lenni de les Nacions Unides celebrada l'any 2000, els líders polítics mundials consensuaren el que es va anomenar Objectius de Desenvolupament del Mil·lenni, els quals establien la reducció significativa de la pobresa, les malalties, l'analfabetisme, la degradació del medi ambient i la discriminació de la dona de cara a l'any 2015. Per reeixir en l'intent, el PNUD centra els seus esforços en un seguit de reptes que, en síntesi, són:
- Garantir la governabilitat democràtica arreu del món, mirant d'ajudar els països a enfortir els seus sistemes electorals i legislatius, a millorar l'accés a la justícia i l'administració pública i a mirar de fer arribar els serveis bàsics a tota la població.
- Reduir la pobresa mitjançant la coordinació entre els governs i la societat civil, el patrocini de projectes innovadors i la concessió de recursos econòmics per part de donants externs. També es promou el paper de la dona en el desenvolupament.
- Prevenir crisis i agilitzar-ne la posterior recuperació. Molts països es mostren vulnerables als conflictes violents o als desastres naturals, que poden esborrar decennis de desenvolupament i intensificar la pobresa i la desigualtat.
- Facilitar l'accés a recursos energètics que no malmetin el medi ambient, atès que són essencials per al desenvolupament sostenible. Els països pobres es veuen afectats de manera desproporcionada per la degradació ambiental i la falta d'accés als serveis d'energia neta i assequible.
- A fi d'impedir la propagació del VIH/sida i reduir-ne les conseqüències, es propugna que se situï la qüestió del VIH/SIDA en el nucli de la planificació i dels pressupostos nacionals.
- Ajudar els països en el foment de les noves tecnologies de la informació i les comunicacions (TIC), com a instruments cada vegada més poderosos per a poder participar en els mercats mundials.

## Informes sobre Desenvolupament Humà
Anualment s'edita un informe en què es recullen els progressos assolits pel PNUD .
A més a més, fins a l'any 2003 s'han publicat més de 420 Informes Nacionals sobre Desenvolupament Humà en 135 països. Aquests informes són elaborats per experts i intel·lectuals nacionals que recorren a la xarxa mundial del PNUD per a obtenir assessorament.